# Teddy Park
Teddy Park (테디 박?, Tedi BakLR, T'edi PakMR), pseudonimo di Park Hong-jun (박홍준?, 朴洪俊?, Bak Hong-junLR, Pak Hong-chunMR; Seul, 14 settembre 1978), è un rapper, compositore e produttore discografico sudcoreano.
Nato a Seul, in Corea del Sud, Park si è trasferito negli Stati Uniti con la sua famiglia da bambino. Quando aveva 17 anni, Park è ritornato in Corea del Sud durante le vacanze estive per fare un provino per la YG Entertainment insieme al suo amico Taebin, un'etichetta hip-hop all'epoca. Entrambi furono accettati, dopo aver terminato il liceo negli Stati Uniti, si trasferirono in Corea per dedicarsi alla musica.
Nel 1998, Park debuttò nel gruppo hip hop 1TYM con i suoi amici Danny, Jinhwan, Baekyoung. Insieme, il gruppo ha registrato cinque album in studio con Park come produttore principale. Oggi, i 1TYM sono riconosciuti come una delle figure più influenti nella storia della musica coreana. Dopo la sua carriera artistica con i  1TYM terminata nel 2005, Park diventò un produttore della YG Entertainment. Ha lavorato sulla maggior parte dell'intera discografia delle 2NE1, Big Bang e delle Blackpink. Inoltre, Park ha prodotto successi come "Passion" di Seven e "DISCO" di Uhm Jung-hwa.

## Biografia
Teddy Park è nato a Seul, in Corea del Sud, ma si è trasferito a New York da bambino. Dopo che suo padre fu trasferito a Diamond Bar, in California, frequentò la Diamond Bar High School e divenne amico del futuro compagno di band Im Danny. Crescendo, i due hanno cantato insieme alle barre del karaoke e armeggiato con apparecchiature di registrazione. Sono stati scoperti quando erano adolescenti da un produttore che ha lavorato con Yang Hyun-suk, fondatore della YG Entertainment. Dopo una prima audizione per Yang e aver spedito i nastri demo, i due furono scritturati per la sua etichetta e si trasferirono in Corea del Sud. Sebbene Park si sia iscritto in un'università quando è tornato in Corea del Sud, si è ritirato per concentrarsi sulla sua carriera.

## Carriera

### 1998-2005: 1TYM
Park e Im sono stati raggiunti dai rapper Jinhwan e Baekyoung e hanno debuttato con il nome di 1TYM nel 1998 con l'album One Time for Your Mind. Divenne uno degli album più venduti dell'anno e vinse diversi importanti premi. Park ha iniziato ad avere più input nelle canzoni e ha avuto un ruolo più importante nella produzione. Dopo i primi tre album, gli 1TYM pubblicarono Once N 4 All, di cui furono estratti tre singoli: Hot (뜨거"?), una traccia hip-hop up-beat con ritmi reggae e Without You, una ballata R&B. Il gruppo ha avuto una pausa di due anni in cui il membro Im ha intrapreso una breve carriera da solista con il nome di Taebin. Il gruppo si è riunito per l'album One Way nel 2005, il loro quinto e ultimo album in studio, prima di andare in pausa a causa dell'arruolamento militare. I loro album hanno venduto un totale combinato di 780 000 copie.
Sebbene fossero prevalentemente artisti hip-hop, gli 1TYM erano influenzati dal reggae e dall'R&B. Gli 1TYM insieme al duo Jinusean sono stati accreditati per aver portato la musica hip-hop e la YG Entertainment nel mainstream. A 22 anni, Park ha anche iniziato a produrre musica per altri artisti dell’etichetta, molti dei quali erano molto più anziani e più esperti di lui.

### 2006-presente: Produttore della YG Entertainment
Con i 1TYM in pausa, Park è passato al ruolo di produttore per altri artisti della YG, il suo primo contributo importante è "La La La" per l'album Sevolution di Seven. Park ha anche collaborato con i Big Bang per alcune delle loro canzoni, in particolare "Sunset Glow". Quando il membro dei Big Bang Taeyang intraprese la sua carriera da solista nel 2008, Park produsse il suo EP, Hot. L'anno seguente, Park ha prodotto "Lollipop" per una collaborazione tra i Big Bang e 2NE1. La canzone è andata in cima alla Gaon Chart nel mese di aprile.
Park avrebbe continuato a produrre la maggior parte delle canzoni delle 2NE1, tra cui il loro EP di, 2NE1 e l'album in studio, To Anyone. Due dei tre singoli principali, "Can not Nobody" e "Go Away", di quest'ultimo erano anche composti da Park. Affronta l'accusa di plagio nel 2009 quando "I Do not Care" delle 2NE1 è stato accusato di imitare "Just Go" del cantante statunitense Lionel Richie. Per continuare a produrre per le 2NE1, Park ha rifiutato un'offerta per lavorare con Lady Gaga. Ha collaborato nuovamente con Seven per produrre il singolo promozionale "Better Together", oltre ad altri brani per l'EP Digital Bounce ed è apparso nella canzone di G-Dragon "The Leaders". Aveva anche un ruolo nell'album solista di Taeyang Solar, inclusi i singoli "Where U At" e "Wedding Dress." Alla fine dell'anno, ha anche partecipato alla produzione dell'album GD & TOP, e ha co-composto entrambi " High High "e" Oh Yeah ".
Nella prima metà del 2013, Park ha prodotto il singolo di successo Lee Hi Rose, il singolo di debutto solista di CL, leader delle 2NE1, The Baddest Female, e l'esordio in YG di Kang Seung-yoon "Wild & Young". Ha iniziato a lavorare con il gruppo Blackpink nel 2016, producendo i loro album singoli Square One e Square Two. Due delle canzoni di Square One - "Whistle" e "Boombayah" - sono diventate grandi successi. Nello stesso anno, ha fondato la The Black Label, una sussidiaria della YG Entertainment. L'etichetta ospita attualmente Zion.T.
Nel 2017, ha scritto e prodotto As If It's Your Last per Blackpink e nel 2018, ha scritto e prodotto il loro EP di debutto, Square Up. Park ha prodotto per la prima volta un artista non-YG Entertainment con "Just Dance", la colonna sonora del concorso televisivo reality Mix Nine. Sono stati rilasciati i partecipanti che cantavano e ballavano la canzone e nel complesso sono state pubblicate tre versioni della canzone: una versione maschile guidata da Hyojin degli ONF, una versione femminile guidata da Lee Su-jin della Fave Entertainment, e una versione co-ed eseguita da entrambe le squadre. Ha prodotto due canzoni per la cantante Lee Sun-mi: Gashina e Heroine, l'ultima delle quali ha attirato critiche per il produttore per aver presumibilmente copiato "Fight for This Love", un successo della cantante britannica Cheryl.

## Stile musicale e influenze
Lo stile di produzione di Park spesso incorpora il R&B contemporaneo, specialmente quando lavora con Taeyang e Seven. Usa anche il reggae nelle sue canzoni, riconoscendo l'influenza del genere sul EP di debutto delle 2NE1. Il suo lavoro con il primo album completo di 2NE1 e l'EP del 2011 conteneva canzoni pop e dance, oltre a presentare elementi di casa. La canzone "Lonely" delle 2NE1 è stata elogiata per il suo suono acustico. Park ha anche sperimentato musica elettronica quando lavorava con i Big Bang.
Alla fine del 2009, Park è stato nominato da 10Asia tra le prime 10 persone del 2009 per la sua partecipazione ad alcuni dei più grandi successi k-pop dell'anno. 
Nel 2018, la  Seoul Sports pubblicò una lista di "La gente più influente del potere di K-pop", che fu classificata dai dirigenti dell'industria musicale. Park si è classificato quinto nella categoria dei migliori produttori. Nello stesso anno, lui e G-Dragon hanno legato le royalties più meritate per la scrittura di testi e la composizione di canzoni nel campo della musica popolare della Korean Music Copyright Association. Park ha fatto circa 850.000 dollari attraverso i diritti d'autore delle sue canzoni.

## Vita privata
Nel 2014 Park ha acquistato un edificio a Hongdae, a Seul, del valore di 9 milioni di dollari. Ha anche aperto il suo caffè chiamato Twosome Studio.

## Discografia
Per le opere con i 1TYM, si veda Discografia dei 1TYM.